# Paretroplus damii
Paretroplus damii (Synonym: Paretroplus vandami Sauvage, 1891) ist eine Buntbarschart, die im Nordwesten und äußersten Norden von Madagaskar vorkommt. Sie wurde nach dem niederländischen Forschungsreisenden Douwe Casparus van Dam benannt, der gemeinsam mit François Pollen die madagassische Fauna erforscht und die Typusexemplare gesammelt hat und ist die Typusart der Gattung Paretroplus. Die IUCN stuft den Bestand der Art als gefährdet ein.

## Merkmale
Paretroplus damii kann eine Maximallänge von 40 cm erreichen und ist damit die größte Buntbarschart Madagaskars. Der Rumpf ist seitlich abgeflacht, oval und relativ hochrückig, der Kopf leicht zugespitzt. Das Kopfprofil ist gebogen. Das Maul steht gerade oder leicht schräg. Der Schwanzstiel ist kurz und hoch. Der Körper ist mit relativ großen Rundschuppen besetzt. Im hinteren Rumpfbereich werden die Schuppen dünn und sind nicht verknöchert. Die Hälfte bis zwei Drittel des oberen und unteren Schwanzflossenbereichs sind mit kleinen Schuppen besetzt. Paretroplus damii hat eine goldbraune, graue oder dunkelbraun-olivfarbene Grundfärbung. An der Brustflossenbasis befindet sich ein schwarzer Fleck. Die Flossen sind grau, graubraun oder dunkelbraun-olivfarben. Jungfische zeigen bis zu einer Länge von 4 cm einen schwarzen Sattelfleck vor der Rückenflosse und einen schwarzen, von einem transparenten Ring umgebenen Fleck im hinteren Bereich des weichstrahligen Rückenflossenabschnitts. Die bei vielen Paretroplus-Arten vorhandene Querstreifung auf den Flanken zeigt Paretroplus damii nicht. Äußerlich sichtbare Geschlechtsunterschiede sind nicht vorhanden.
- Flossenformel: Dorsale XVIII–XX/11–16, Anale IX–XI/9–12.
- Schuppenformel: SL 35–39.
- Wirbel: 14 + 17, 15 + 16 oder 15 + 17.[1]

## Lebensweise
Wie alle Paretroplus-Arten ist Paretroplus damii ein Allesfresser, der sich vor allem von wasserbewohnenden Wirbellosen und allerlei pflanzlichem Material ernährt und ein Substratlaicher, der eine Elternfamilie bildet.